# Kanako Otsuji
Kanako Otsuji (尾辻 かな子 Otsuji Kanako?,  Nara, 16 de diciembre de 1974) es una activista japonesa por los derechos LGBT y fue miembro de la Asamblea Legislativa de la Prefectura de Osaka (abril de 2003- abril de 2007). Siendo una de las 7 mujeres entre los 110 miembros legislativos de Osaka, Otsuji representó al Sakai-ku, el distrito electoral de la ciudad de Sakai. En mayo de 2013, después de que uno de los miembros de su partido renunciara a su escaño en la Dieta, Otsuji se convirtió en la primera miembro de la Dieta nacional abiertamente homosexual, aunque sólo ocupó este escaño hasta el mes de julio.

## Biografía
Otsuji nació en la prefectura de Nara, pero creció en Hannan, Osaka. De colegiala en  Kōbe, Otsuji fue campeona junior de karate. Ingresó luego en la Universidad Nacional de Seúl para estudiar idioma coreano y tae kwon do. Perdió por TKO ante Yoriko Okamoto en 1999. Tenía la esperanza de llegar a los Juegos Olímpicos de Sídney 2000 pero no pudo lograr ingresar al equipo de competición nacional. Regresó a Japón y se matriculó en la Universidad Doshisha en Kioto, en donde se interesó por la política.

## Trayectoria política
Otsuji se presentó a las elecciones como candidata independiente en abril de 2003, convirtiéndose, a los 28 años, en el miembro electo más joven de la Asamblea Legislativa de Osaka. Posteriormente se unió al grupo ecologista "Arco iris y Verde" (虹と緑, Niji to Midori), una nueva coalición política japonesa dedicada a desarrollar una sociedad alternativa basada en la política ecológica, las ideas políticas participativas y la descentralización. Se presentó a las elecciones a la Cámara de Consejeros de 2007 en la lista del Partido Democrático de Japón por el bloque nacional de representación proporcional, pero no fue elegida. Sin embargo, en mayo de 2013, cuando el miembro titular Kunihiko Muroi renunció a su escaño, Otsuji ocupó su puesto y se convirtió en el primer miembro de la Dieta abiertamente homosexual. Como Otsuji no se presentó a las elecciones a la Cámara de Consejeros de 2013, dejó el cargo al final de la legislatura, en julio. 
Otsuji volvió a la Dieta en octubre de 2017, esta vez a la más poderosa Cámara de Representantes. Se presentó al 2º distrito de Osaka por el CDP. A pesar de quedar tercera en el distrito, obtuvo una proporción de votos lo suficientemente alta como para ser reelegida a través de la lista del CDP para el bloque de representación proporcional de Kinki. Su elección marca otro hito en la Dieta, ya que se convierte en la primera diputada abiertamente gay de la historia. Volvió a ser la única miembro abiertamente gay de la Dieta en esa legislatura, distinción que sigue ostentando en la actualidad.

### Activismo LGBT
En agosto de 2005, Otsuji publicó su autobiografía titulada Saliendo del armario: Un Viaje para Encontrarme a Mi Misma (カミングアウト～自分らしさを見つける旅 Kamingu auto - Jibun rashisa o mitsukeru tabi?), convirtiéndose de esta manera en la primera mujer de actividad política que sale del armario en Japón. Esto ocurrió el día antes de la Marcha por el Orgullo Gay en Tokio 2005. 
Durante el mismo año, Otsuji contribuyó decisivamente a lograr un cambio legislativo que permitiese a matrimonios del mismo sexo alquilar viviendas de la Corporación de Vivienda de la Prefectura de Osaka, un privilegio reservado solo a matrimonios heterosexuales. Dado que la legislación japonesa no reconoce los matrimonios entre personas del mismo sexo, a las parejas homosexuales de Osaka les resultaba imposible alquilar una vivienda pública. 

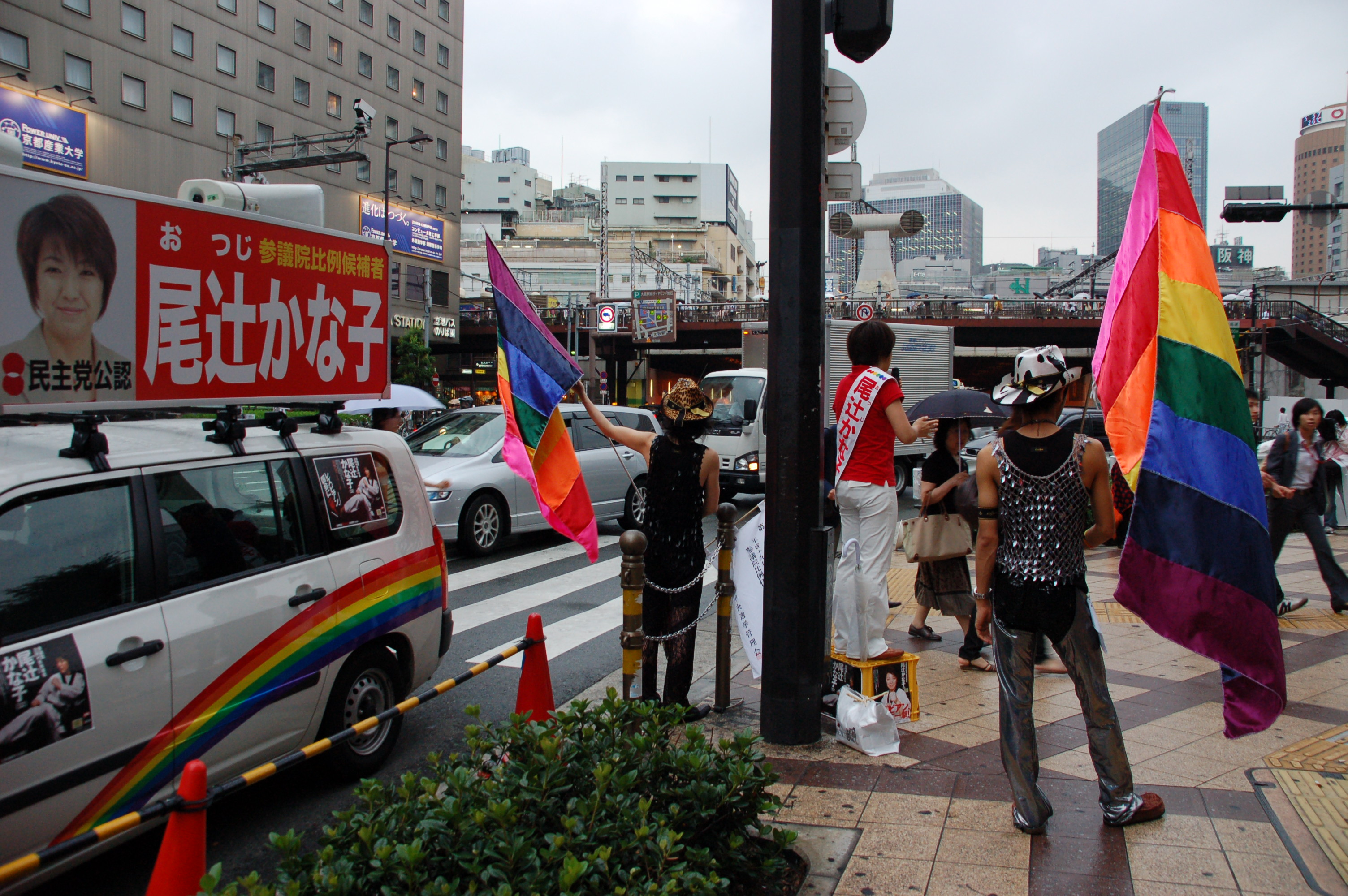
Otsuji y su campaña en Umeda (julio de 2007).

Entre los meses de marzo a abril de 2006, Otsuji asistió en Ginebra a la conferencia mundial de la Asociación Internacional de Lesbianas y Gays. 
En junio de 2006, Otsuji visitó Estados Unidos en un viaje patrocinado por el International Visitor Leadership Program del Departamento de Estado de los Estados Unidos. Durante su visita se reunió con representantes del Centro Nacional para la Equidad Transgénero, la Asociación Nacional de Centros Comunitarios LGBT, la Fuerza Nacional Gay y Lesbiana, la asociación "Libertad para el Matrimonio" y los Demócratas Stonewall. 
En junio de 2007, Otsuji celebró una boda pública en Nagoya con su pareja Maki Kimura, aunque los matrimonios entre personas del mismo sexo no estén legalmente reconocidos en Japón. 
Otsuji no se presentó a la reelección en abril de 2007. Su primer mandato en la Asamblea de Osaka expiró el 29 de abril de 2007, pero en julio de 2007 apareció en la lista oficial de candidatos del Partido Democrático de Japón (PDJ), convirtiéndose en la primera aspirante seria abiertamente homosexual a la Dieta Nacional. Otsuji obtuvo 38.230 votos, muy lejos de conseguir el escaño, por lo que no hubo ningún cargo electo abiertamente homosexual en Japón. En 2011 el político Taiga Ishikawa fue elegido en representación del distrito de Toshima (Tokio) en la Asamblea Metropolitana de Tokio, convirtiéndose así en el segundo parlamentario japonés abiertamente homosexual tras Kanako Otsuji.